# Acacia simplex
Acacia simplex là một loài thực vật có hoa trong họ Đậu. Loài này được (Sparrm.) Pedley miêu tả khoa học đầu tiên.

## Hình ảnh

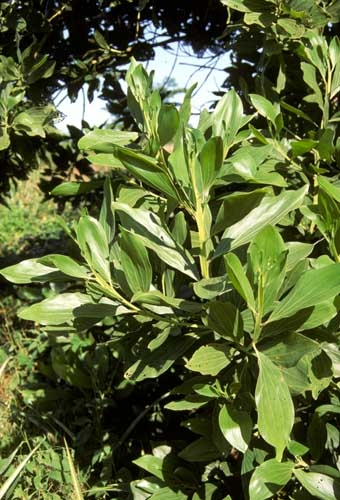